# 海斯鎮區 (內布拉斯加州卡斯特縣)
海斯鎮區（英語：Hayes Township）是位於美國內布拉斯加州卡斯特縣的一個行政鎮區。

## 地方資料
海斯鎮區的面積為469.28平方千米，皆為陸地。根據2020年美國人口普查的數據，當地共有人口32人，而人口密度為每平方千米0.07人。